# Canton de Champlitte
Le canton de Champlitte est un ancien canton français situé dans le département de la Haute-Saône et la région Franche-Comté.

## Géographie
Ce canton est organisé autour de Champlitte dans l'arrondissement de Vesoul. Son altitude varie de 207 m (Framont) à 379 m (Champlitte) pour une altitude moyenne de 238 m.

## Administration

### Conseillers d'arrondissement (de 1833 à 1940)
Le canton de Champlitte appartenait à l'arrondissement de Gray jusqu'à sa disparition en 1926.
| Période                                  | Période | Identité                       | Étiquette                    | Qualité |
| ---------------------------------------- | ------- | ------------------------------ | ---------------------------- | --- |
| 1833                                     | 1839    | Éloi Félix Maillot (1795-1864) |                              | Notaire, maire de Fouvent-le-Haut                                                                           |
| 1839                                     | 1848    | M. Gourmet                     |                              | Propriétaire à Champlitte                                                                                   |
|                                          |         |                                |                              | |
| 1928                                     | 1931    | Pierre Debelfort               | Rad.                         | Négociant en vins à Champlitte                                                                              |
| 1931                                     | 1940    | M. Caisey                      | Union nationale républicaine | Maire de Mont-le-Franois                                                                                    |
| 1940                                     |         |                                |                              | Les conseils d'arrondissement ont été suspendus par la loi du 12 octobre 1940 et n'ont jamais été réactivés |
| Les données manquantes sont à compléter. |         |                                |                              | |

### Conseillers généraux de 1833 à 2015
| Période | Période          | Identité                                                     | Étiquette     | Qualité |
| ------- | ---------------- | ------------------------------------------------------------ | ------------- | --- |
| 1833    | 1836             | Bernard Martin                                               |               | Notaire, maire de Champlitte |
| 1836    | 1842             | Clériade Marie Joseph Darche (1777-1843)                     |               | Avocat, ancien Sous-Préfet de Gray |
| 1842    | 1848             | Abel Simonet                                                 |               | Médecin, maire de Champlitte |
| 1848    | 1861             | Bernard Martin                                               |               | Notaire à Champlitte |
| 1861    | 1863 (décès)     | Charles Fortuné Jules Guigues de Moreton Comte de Chabrillan |               | Ancien officier de hussards Propriétaire |
| 1863    | 1895 (décès)     | Emmanuel Gourdan-Fromentel                                   | Républicain   | Docteur en médecine, maire de Champlitte |
| 1895    | 1906 (démission) | Charles Philippe                                             | Rad. puis URD | Directeur de l'école municipale de Gray |
| 1906    | 1925             | Claude Pierre Bernard Debelfort-Capitain                     |               | Président de la société de secours mutuel de Champlitte                                                                                               |
| 1925    | 1931             | Frédéric Chopitel                                            | Rad.          | Administrateur de succursale de la Caisse d'Épargne Maire de Champlitte                                                                               |
| 1931    | 1940             | Pierre Debelfort                                             | Rad.          | Négociant à Champlitte, conseiller d'arrondissement Membre de la délégation spéciale de Champlitte (1940-1944) Nommé conseiller départemental en 1943 |
|         |                  |                                                              |               | |
| 1945    | 1949             | Georges Thévenin                                             | DVD           | Vétérinaire à Dampierre |
| 1949    | 1961             | Charles Roche (1899-1979)                                    | RPF puis DVD  | Agriculteur, maire de Champlitte |
| 1961    | 1967             | André Capgras (1909-1996)                                    | DVD           | Vétérinaire |
| 1967    | 1973             | Henri Callot                                                 | FGDS          | Professeur de collège Maire de Mont-le-Frânois |
| 1973    | 1985             | René Henriot                                                 | DVG puis PS   | Maire de Champlitte (1971-1990) |
| 1985    | 1994 (décès)     | Michel Valet                                                 | DVD           | Maire de Champlitte (1990-1994) |
| 1994    | 2004             | Marcel Riff                                                  | RPR           | Pharmacien Maire de Champlitte (1994-2008) |
| 2004    | 2011             | Yvonne Gousserey                                             | PS            | Maire déléguée de Margilley (commune de Champlitte)                                                                                                   |
| 2011    | 2015             | Gilles Teuscher                                              | UMP           | Maire de Champlitte |

## Composition
| Fresne Scey Dampierre Champlitte Champagney Faucogney Lux St-Sauveur Mélisey Rioz Marnay Gy Autrey Gray Montbozon Saulx Port-s-Saône Combeauf. Vitrey Jussey Vauvillers St-Loup Amance Lure-Nord Lure-Sud Villersexel V.E. V.O. Noroy H.O. H.E. Pesmes |

Le canton de Champlitte groupe 8 communes et compte 2 732 habitants (recensement de 1999 sans doubles comptes).
| Nom                    | Code Insee | Intercommunalité       | Population (dernière pop. légale) |
| ---------------------- | ---------- | ---------------------- | --------------------------------- |
| Champlitte (chef-lieu) | 70122      | CC des Quatre Rivières | 1 761 (2014)                      |
| Argillières            | 70027      | CC des Quatre Rivières | 80 (2014)                         |
| Courtesoult-et-Gatey   | 70183      | CC des Quatre Rivières | 61 (2014)                         |
| Fouvent-Saint-Andoche  | 70247      | CC des Quatre Rivières | 234 (2014)                        |
| Framont                | 70252      | CC des Quatre Rivières | 176 (2014)                        |
| Larret                 | 70297      | CC des Quatre Rivières | 57 (2014)                         |
| Percey-le-Grand        | 70406      | CC des Quatre Rivières | 92 (2014)                         |
| Pierrecourt            | 70409      | CC des Quatre Rivières | 102 (2014)                        |

## Démographie
| 1975  | 1982  | 1990  | 1999  | 2006  | 2011  | 2012  |
| ----- | ----- | ----- | ----- | ----- | ----- | ----- |
| 3 269 | 3 034 | 2 811 | 2 732 | 2 711 | 2 629 | 2 593 |